# Spellbound (álbum de Paula Abdul)
Spellbound (en español: Hechizado) es el segundo álbum de estudio de la cantante estadounidense Paula Abdul, lanzado en mayo de 1991. El álbum fue un éxito internacional y generó importantes éxitos de radio con los sencillos "Rush Rush", "The Promise of a New Day", "Blowing Kisses in the Wind", "Vibeology" y "Will You Marry Me?". El álbum vendió 9 millones de copias en todo el mundo. Además, el álbum incluyó una canción escrita y producida por Prince llamada "U". 
El álbum fue triple platino en los Estados Unidos y alcanzó el puesto número 1 en el Billboard 200. "Spellbound" ganó un premio Grammy al mejor empaque de grabación. La carátula del álbum fue dirigida por Melanie Nissen, diseñada por Inge Schaap y rotulada por Margo Chase.

## Recepción Crítica
En una reseña para Entertainment Weekly, David Browne le dio al álbum una calificación de C+ y comentó que su sobreproducción solo resalta las limitaciones de Abdul como cantante. En una reseña retrospectiva para Slant Magazine, Eric Henderson le dio al álbum cuatro de cinco estrellas. Comentó que, a pesar de ser irregular, el álbum hace que Abdul "suene como un ser humano". En 2003, Slant Magazine incluyó a Spellbound en su lista de "50 álbumes pop esenciales". In 2003, Slant Magazine included Spellbound in its list of "50 Essential Pop Albums".

## Recibimiento Comercial
El álbum debutó en el puesto número cinco del Billboard 200 en su primera semana y subió cuatro puestos hasta el número uno la semana siguiente. Se mantuvo en la cima durante dos semanas consecutivas, vendiendo 88.000 y 89.000 unidades respectivamente. El álbum se distinguió por convertirse en el álbum número uno con menos ventas en la era Nielsen SoundScan en el momento de su lanzamiento, una distinción que mantuvo hasta 2004, cuando Speakerboxxx/The Love Below de Outkast vendió 86.000 copias mientras estaba en el número uno.

## Posicionamiento en las listas
| Lista (1991)                            | Posición más alta |
| --------------------------------------- | ----------------- |
| Australia (ARIA)                        | 3                 |
| Francia (SNEP)                          | 36                |
| Países Bajos (Album Top 100)            | 45                |
| Japón (Oricon)                          | 12                |
| Alemania (Offizielle Top 100)           | 17                |
| Hungría (MAHASZ)                        | 14                |
| Nueva Zelanda (Recorded Music NZ)       | 14                |
| España (PROMUSICAE)                     | 48                |
| Suecia (Sverigetopplistan)              | 6                 |
| Suiza (Schweizer Hitparade)             | 25                |
| Reino Unido (UK Albums Chart)           | 4                 |
| Estados Unidos (Billboard 200)          | 1                 |
| Estados Unidos (Top R&B/Hip-Hop Albums) | 31                |

## Personal
- Paula Abdul – voz principal
- Sweet Pea Atkinson, Sir Harry Bowens, Sally Dworsky, Colin England, The Family Stand, Peter Lord, Arnold McCuller, Sandra St. Victor – coros
- Mike Campbell, Mark Goldenberg, Randy Jacobs, Clifford Moonie Pusey, V. Jeffrey Smith – guitarra
- Jorge Corante, Tom Hammer, Peter Lord, Ivan Neville, V. Jeffrey Smith – teclados
- Jamie Muhoberac – órgano
- Tim Drummond – bajo
- Curt Bisquera, Rocky Bryant – batería
- Paulinho Da Costa – percusión
- Greg Adams –  trompeta
- Steve Grove – saxofón tenor
- Stephen Kupka – saxofón barítono
- Stevie Wonder – armónica
- Stuart Canin – violín
- Billy Heaslip – director de iluminación
- Robert Lobetta – fotografía